# Pinguipes
Pinguipes és un gènere de peixos de la família dels pingüipèdids i de l'ordre dels perciformes.

## Etimologia
El seu nom científic prové del mot llatí pinguis (greix) i del grec pous (peus).

## Taxonomia
- Pinguipes brasilianus (Cuvier, 1829)[3]
- Pinguipes chilensis (Valenciennes, 1833)[4][5][6][7][8][9][10][11][12]

### Cladograma
| Pinguipes | \| \| Pinguipes brasilianus \| \| \| \| \| \| Pinguipes chilensis \| \| \| \| |
|           | \| \| Pinguipes brasilianus \| \| \| \| \| \| Pinguipes chilensis \| \| \| \| |
|           | Kochichthys                                                                   |
|           |                                                                               |
|           | Parapercis                                                                    |
|           |                                                                               |
|           | Prolatilus                                                                    |
|           |                                                                               |
|           | Pseudopercis                                                                  |
|           |                                                                               |
|           | Ryukyupercis                                                                  |
|           |                                                                               |
|           | Simipercis                                                                    |
|           |                                                                               |
|           | Pinguipes brasilianus                                                         |
|           |                                                                               |
|           | Pinguipes chilensis                                                           |
|           |                                                                               |

|  | Pinguipes brasilianus |
|  |                       |
|  | Pinguipes chilensis   |
|  |                       |

## Distribució geogràfica
Pinguipes chilensis és autòcton de l'àrea compresa entre la regió de Tumbes (el Perú) i la regió de Magallanes (Xile), mentre que Pinguipes brasilianus es troba des de Rio de Janeiro (el Brasil) fins a l'Uruguai i el golfo Nuevo (l'Argentina). Aquesta darrera espècie també fou introduïda a la mar Mediterrània (la mar de Ligúria -l'any 1990- i Messina -2002-) de manera accidental mitjançant el transport d'exemplars joves en l'aigua de les sentines d'alguns vaixells.